# Bảo tàng khu vực Barlinek
Bảo tàng khu vực Barlinek có trụ sở tại số 9 đường Podwale, trong tòa nhà Gutenberg (một tòa nhà in ấn trước kia được xây dựng từ giữa thế kỷ 19), thành phố Barlinek, tỉnh Zachodniopomorskie của Ba Lan. Bảo tàng là một đơn vị tổ chức thành phố hoạt động trong các cấu trúc của Trung tâm văn hóa Barlinek.

## Lịch sử
Bảo tàng được thành lập dựa trên sáng kiến của Czesław Paśnik. Ông là một thợ xây chuyên nghiệp, nhưng ông có sự đam mê với các bộ sưu tập lịch sử của khu vực và sau này ông còn là một nhà làm phim tài liệu của những năm sau chiến tranh. Năm 1961, trên cơ sở các bộ sưu tập mang tên "Ngôi nhà kỷ niệm" của mình đã khởi đầu cho việc thành lập Bảo tàng khu vực ở Barlinek. Vào năm 2012, Bảo tàng Khu vực Barlinek đã quyết định mở rộng dịch vụ của mình, bằng cách thực hiện các bài học lịch sử cho trẻ em và thanh thiếu niên, có tính đến các nhóm tuổi. Vào năm 2014, đã có một triễn lãm "Barlinek trên con đường ở Thung lũng Płonia". Các tác phẩm trưng bày tại triển lãm đã trở thành một phần của triển lãm thường trực của bảo tàng. Triển lãm được tạo ra như là một phần của dự án mang tên "Barlinek trên con đường ở Thung lũng Płonia" do Liên minh Châu Âu đồng tài trợ theo Chương trình Phát triển Nông thôn giai đoạn 2007-2013. Năm 2015, triển lãm thường trực mới nhất của bảo tàng đã được khai trương, mang tên "Salonika Królowej Puszczy Barlinecka". Triển lãm là một trong những yếu tố của dự án "Thúc đẩy đa dạng sinh học ở xã Barlinek" do Liên minh châu Âu đồng tài trợ từ Quỹ phát triển khu vực châu Âu thuộc Chương trình hoạt động khu vực của Zachodniopomorskie.

## Triển lãm
Hiện tại, bảo tàng giới thiệu các triển lãm thường trực sau đây:
- tiểu sử Emanuel Lasker - nhà vô địch thế giới cờ vua, cũng như gia đình anh ta.
- địa điểm khảo cổ - nơi có thể nhìn thấy, trong số những người khác đồ dùng cũ từ thời đồ đá mới đến thời đồ sắt.
- lịch sử - cho thấy lịch sử của Barlinek chủ yếu từ thế kỷ mười chín và hai mươi (bản đồ cũ, bưu thiếp và hình minh họa, một diorama (sa bàn) của nhà ga Barlinek và quà lưu niệm của nhà hàng "Waldschenke"),
- dân tộc học - trình bày cuộc sống hàng ngày của làng địa phương từ đầu thế kỷ 19 và 20 (đồ vật hàng ngày, dụng cụ nông nghiệp, thiết bị cho các xưởng thủ công).